# Mariage homosexuel en Albanie

Localisation de l'Albanie

Le mariage homosexuel n'est actuellement pas reconnu en Albanie. Néanmoins, diverses propositions ont été faites en vue de sa reconnaissance.

## Historique
Le Premier ministre d'Albanie, Sali Berisha a annoncé lors d'une réunion de son cabinet le 29 juillet 2009 que le gouvernement allait déposer une loi en vue de reconnaître le mariage entre personnes de même sexe. Il affirme que la loi sera déposée à l'Assemblée,.
Le 5 février 2010, le Parlement albanais adopte une loi anti-discriminations qui interdit la discrimination basée sur l'orientation sexuelle. Les militants des droits LGBT se sont félicités de cette avancée et ont fait savoir qu'ils espéraient que Sali Berisha tiendrait sa promesse de légaliser le mariage gay.
En 2013, le projet de loi n'est finalement pas déposé par le gouvernement. Pour légaliser le mariage homosexuel, il faut changer le Code de la Famille d'Albanie, ces modifications exigent de recueillir 84 voix à l'Assemblée d'Albanie. À cette période, le Parti démocrate d'Albanie et ses alliés n'en disposaient que de 71.